# Raj za dame (televizijska serija)
Raj za dame (tal. Il paradiso delle signore) talijanska je televizijska serija redateljice Monice Vullo, emitirana na Rai 1 od 8. prosinca 2015. i još uvijek traje.
Počevši od treće sezone, koja se emitirala od rujna 2018., serija mjenja format u sapunicu, s gotovo potpuno obnovljenom glumačkom postavom, od glumaca prve dvije sezone ostaju samo Alessandro Tersigni i Alice Torriani.
Inspiriran romanom Au Bonheur des Dames Émilea Zole, smješten u Milano između pedesetih i šezdesetih godina, gdje je međutim, doista postojala trgovina pod nazivom "Paradiso delle signore". Snimanje serije odvija se u Rimu.

## Radnja
Godina 1956., Castelbuono. Mlada Teresa Iorio napušta svoju zemlju podrijetla i zaručnika koji joj je nametnuo otac i seli se u Milano kako bi radila u trgovini odjeće ujaka Vincenza. Čim je stigla, ujak joj je uhićen pod optužbom da je zapalio kombi konkurentskog skladišta "Il paradiso delle signore", u vlasništvu mladog poduzetnika Pietra Morija. Teresa, nakon sukoba s Morijem, pokušava se zaposliti kod njega kao prodavačica i, nakon nekoliko odbijanja, uspijeva u namjeri zahvaljujući pomoći oglašivača skladišta Vittoria Contija. Grupa u kojoj Tereza radi zove se "Le Veneri" za mlade i atraktivnost redova. Teresa se na kraju ludo zaljubi u Pietra Morija, no mora se vratiti na Siciliju jer je njezin otac obećao gradonačelniku Castelbuona da će se Teresa udati za njegovog sina Salva.

## Sezone
U Hrvatskoj prve dvije sezone su objavljene na HTV 1 i HTV 2 s reprizama, a od 3. srpnja 2019. dostupna je na Pickbox TV-u gdje su do sada prikazane prve tri sezone.
| Sezona | Epizode | Talijanska premijera | Hrvtska premijera |
| ------ | ------- | -------------------- | ----------------- |
| 1      | 20      | 8. prosinca 2015.    | 26. lipnja 2018.  |
| 2      | 20      | 11. rujna 2017.      | 5. kolovoza 2019. |
| 3      | 180     | 10. rujna 2018.      | 3. srpnja 2019.   |
| 4      | 160     | 14. listopada 2019.  | –                 |
| 5      | 160     | 12. listopada 2020.  | –                 |
| 6      | 160     | 13. rujna 2021.      | –                 |
| 7      | 160     | 12. rujna 2022.      | –                 |
| 8      | 160     | 11. rujna 2023.      | –                 |

## Vanjske poveznice
- Službena stranica Rai Play
- Raj za dame u internetskoj bazi filmova IMDb-a